# Torneo Uncaf Sub-17 de 2024
El Torneo Uncaf Sub-17 de 2024 fue un torneo internacional que reunió a 7 países centroamericanos y de invitado a Puerto Rico.

## Sistema de competición
El torneo se dividirá en dos grupos, con 8 selecciones participantes, en el que la selección con más puntos entre el grupo A y B, clasificaban a la final.
Para la definición entre los puestos de tercer, quinto y séptimo lugar, la selección que quedó ubicada en la tabla de posiciones de su grupo, se enfrenta ante la selección que quedó en la misma posición del diferente grupo.

## Calendario
El calendario de la competición es el siguiente.
| Fase              | Ronda            | Fecha      |
| ----------------- | ---------------- | ---------- |
| Fase de grupos    | Fecha 1          | 17 de mayo |
| Fase de grupos    | Fecha 2          | 19 de mayo |
| Fase de grupos    | Fecha 3          | 21 de mayo |
| Fase eliminatoria | Séptima posición | 23 de mayo |
| Fase eliminatoria | Quinta posición  | 23 de mayo |
| Fase eliminatoria | Tercera posición | 23 de mayo |
| Fase eliminatoria | Final            | 23 de mayo |

## Equipos participantes
| Equipos participantes | Equipos participantes | Equipos participantes | Equipos participantes |
| --------------------- | --------------------- | --------------------- | --------------------- |
| Costa Rica            | Guatemala             | Panamá                | Puerto Rico           |
| El Salvador           | Honduras              | Nicaragua             | Belice                |

## Fase de grupos
- Los horarios corresponden al tiempo de: UTC-6.

### Grupo A
| Selección   | Pts. | PJ | PG | PE | PP | GF | GC | DF |
| ----------- | ---- | -- | -- | -- | -- | -- | -- | -- |
| Guatemala   | 9    | 3  | 3  | 0  | 0  | 12 | 5  | 7  |
| Costa Rica  | 6    | 3  | 2  | 0  | 1  | 8  | 5  | 3  |
| El Salvador | 3    | 3  | 1  | 0  | 2  | 4  | 7  | -3 |
| Belice      | 0    | 3  | 0  | 0  | 3  | 1  | 8  | -7 |

| 17 de mayo | El Salvador | 1:5 (0:3) | Guatemala | Complejo Deportivo FCRF-Plycem, San Rafael |                         |
| 9:30       |             | Reporte   |           | Árbitro(s): Kevin Ulloa                    | Árbitro(s): Kevin Ulloa |

| 17 de mayo | Costa Rica | 3:0 (0:0) | Belice | Complejo Deportivo FCRF-Plycem, San Rafael |                            |
| 13:00      |            |           |        | Árbitro(s): Roger Meléndez                 | Árbitro(s): Roger Meléndez |

| 19 de mayo | Guatemala | 3:1 (2:1) | Belice | Complejo Deportivo FCRF-Plycem, San Rafael |                                |
| 9:30       |           | Reporte   |        | Árbitro(s): Vladimir Kortright             | Árbitro(s): Vladimir Kortright |

| 19 de mayo | Costa Rica | 2:1 (0:0) | El Salvador | Complejo Deportivo FCRF-Plycem, San Rafael |                           |
| 13:00      |            | Reporte   |             | Árbitro(s): José Carrasco                  | Árbitro(s): José Carrasco |

| 21 de mayo | El Salvador | 2:0 (1:0) | Belice | Complejo Deportivo FCRF-Plycem, San Rafael |                            |
| 9:30       |             | Reporte   |        | Árbitro(s): Richard Tejada                 | Árbitro(s): Richard Tejada |

| 21 de mayo | Costa Rica | 3:4 (1:2) | Guatemala | Complejo Deportivo FCRF-Plycem, San Rafael |  |
| 13:00      |            | Reporte   |           |                                            |  |

### Grupo B
| Selección   | Pts. | PJ | PG | PE | PP | GF | GC | DF |
| ----------- | ---- | -- | -- | -- | -- | -- | -- | -- |
| Honduras    | 7    | 3  | 2  | 1  | 0  | 7  | 5  | 2  |
| Panamá      | 4    | 3  | 1  | 1  | 1  | 6  | 2  | 4  |
| Puerto Rico | 4    | 3  | 1  | 1  | 1  | 4  | 4  | 0  |
| Nicaragua   | 1    | 3  | 0  | 1  | 2  | 5  | 11 | -6 |

| 17 de mayo | Panamá | 0:1 (0:0) | Puerto Rico | Centro de Alto Rendimiento Alajuelense, Alajuela |                                |
| 9:30       |        | Reporte   |             | Árbitro(s): Enrique de la Rosa                   | Árbitro(s): Enrique de la Rosa |

| 17 de mayo | Honduras | 4:3 (2:2) | Nicaragua | Centro de Alto Rendimiento Alajuelense, Alajuela |                           |
| 13:00      |          | Reporte   |           | Árbitro(s): Jorge Camacho                        | Árbitro(s): Jorge Camacho |

| 19 de mayo | Nicaragua | 0:5 (0:2) | Panamá | Centro de Alto Rendimiento Alajuelense, Alajuela |                            |
| 9:30       |           | Reporte   |        | Árbitro(s): Jonatan Leitón                       | Árbitro(s): Jonatan Leitón |

| 19 de mayo | Puerto Rico | 1:2 (0:0) | Honduras | Centro de Alto Rendimiento Alajuelense, Alajuela |                           |
| 13:00      |             | Reporte   |          | Árbitro(s): Jesús Aguirre                        | Árbitro(s): Jesús Aguirre |

| 21 de mayo | Nicaragua | 2:2 (1:1) | Puerto Rico | Centro de Alto Rendimiento Alajuelense, Alajuela |                              |
| 9:30       |           | Reporte   |             | Árbitro(s): Alexander Lourie                     | Árbitro(s): Alexander Lourie |

| 21 de mayo | Honduras | 1:1 (0:1) | Panamá | Centro de Alto Rendimiento Alajuelense, Alajuela |  |
| 13:00      |          | Reporte   |        |                                                  |  |

## Fase final

### Séptima posición
| 23 de mayo | Nicaragua | 5:0 (2:0) | Belice | Centro de Alto Rendimiento Alajuelense, Alajuela |                            |
| 9:30       |           | Reporte   |        | Árbitro(s): Richard Tejada                       | Árbitro(s): Richard Tejada |

### Quinta posición
| 23 de mayo | El Salvador | 4:3 (0:0) | Puerto Rico | Centro de Alto Rendimiento Alajuelense, Alajuela |                         |
| 13:00      |             | Reporte   |             | Árbitro(s): Kevin Ulloa                          | Árbitro(s): Kevin Ulloa |

### Tercer lugar
| 23 de mayo | Panamá | 2:2 (1:2) (4:2 p.)         | Costa Rica | Complejo Deportivo FCRF-Plycem, San Rafael |                           |
| 9:30       |        | Reporte                    |            | Árbitro(s): Jesús Aguirre                  | Árbitro(s): Jesús Aguirre |
|            |        | Tiros desde el punto penal |            |                                            |                           |
|            | -      |                            | -          |                                            |                           |

### Final
| 23 de mayo | Guatemala | 2:2 (0:0) (4:3 p.)         | Honduras | Complejo Deportivo FCRF-Plycem, San Rafael |                           |
| 13:00      |           | Reporte                    |          | Árbitro(s): Jorge Camacho                  | Árbitro(s): Jorge Camacho |
|            |           | Tiros desde el punto penal |          |                                            |                           |
|            | -         |                            | -        |                                            |                           |

## Estadísticas

### Tabla general
| Pos.                               | Equipo      | Pts | PJ | PG | PE | PP | GF | GC | Dif. | Rend.  |
| ---------------------------------- | ----------- | --- | -- | -- | -- | -- | -- | -- | ---- | ------ |
| Medalla de oro, América Central    | Guatemala   | 10  | 4  | 3  | 1  | 0  | 14 | 7  | 7    | 83.33% |
| Medalla de plata, América Central  | Honduras    | 8   | 4  | 2  | 2  | 0  | 9  | 7  | 2    | 66.67% |
| Medalla de bronce, América Central | Panamá      | 5   | 4  | 1  | 2  | 1  | 8  | 4  | 4    | 41.67% |
| 4                                  | Costa Rica  | 7   | 4  | 2  | 1  | 1  | 8  | 5  | 3    | 58.33% |
| 5                                  | El Salvador | 6   | 4  | 2  | 0  | 2  | 9  | 11 | -2   | 50%    |
| 6                                  | Puerto Rico | 4   | 4  | 1  | 1  | 2  | 8  | 9  | -1   | 33.33% |
| 7                                  | Nicaragua   | 4   | 4  | 1  | 1  | 2  | 10 | 11 | -1   | 33.33% |
| 8                                  | Belice      | 0   | 4  | 0  | 0  | 4  | 1  | 12 | -11  | 0%     |